# (30407) Pantano
Pour les articles homonymes, voir Pantano.
(30407) Pantano est un astéroïde de la ceinture principale d'astéroïdes.

## Description
(30407) Pantano est un astéroïde de la ceinture principale d'astéroïdes. Il fut découvert le 27 mai 2000 à Socorro (Nouveau-Mexique) par le projet LINEAR. Il présente une orbite caractérisée par un demi-grand axe de 2,31 UA, une excentricité de 0,02 et une inclinaison de 4,4° par rapport à l'écliptique.

## Compléments